# Loop (Schleswig-Holstein)
Pour les articles homonymes, voir Loop.
Loop est une municipalité allemande située dans le land du Schleswig-Holstein et dans l'arrondissement de Rendsburg-Eckernförde. En 2015, sa population est de 182 habitants.